# N763 (België)
De N763 is een gewestweg in Belgisch-Limburg die de N75 tussen As en Maasmechelen verbindt met Mechelen-aan-de-Maas. De route heeft een lengte van ongeveer 8 kilometer.

## Traject
De N763 start bij de N75 (en de N723) ongeveer op de grens tussen de gemeentes As en Maasmechelen, vlak bij het voormalige station van As. Vervolgens loopt de weg tussen industriezone "Op de Berg" en het natuurgebied Mechelse Heide. Voorbij de industriezone loopt de weg volledig door natuurgebied en niet veel verder begint de afdaling van het Kempens Plateau naar de Maasvallei. Dit is het enige deel van de weg dat echt bochtig is. Na het einde van de afdaling is er weer bebouwing langs de weg. Vervolgens loopt de weg de bebouwde kom van Mechelen-aan-de-Maas in.